# Ferrari 330 P4
El Ferrari 330 P4 es un automóvil de competición construido por Ferrari en 1967. Tan solo hubo tres unidades.

## Origen
A mediados de los años 60, el duelo existente entre Ferrari y Ford estaba en su máximo apogeo. Tras el fallido intento de compra de Ferrari por parte de Ford a principios de la década, la marca estadounidense puso todos los recursos necesarios para superar a su rival italiano. La aplastante victoria (con triplete incluido) obtenida por los Ford GT40 en las 24 horas de Le Mans de 1966 no sentó nada bien en Maranello, e hizo que se iniciase el desarrollo del Ferrari 330 P4.

## Motor
El 330 P4 se basaba muy directamente en el 330 P3 usado en la temporada anterior. La principal mejora era un nuevo motor derivado del utilizado en la Fórmula 1. Con cuatro litros de cilindrada e inyección Lucas era capaz de proporcionar cuatrocientos cincuenta caballos de potencia, treinta más que su predecesor, lo que lo colocaba en mejor posición para luchar contra sus rivales estadounidenses. El estreno del nuevo coche se hizo en territorio enemigo, las 24 Horas de Daytona donde el resultado no pudo ser mejor, un apabullante triplete de Ferrari devolvía el honor perdido en Le Mans el año anterior.

## Chasis
El chasis es un multitubular con refuerzos de aluminio sobre el que se apoyan las suspensiones independientes de ambos ejes. Los frenos son de disco y ventilados a las cuatro ruedas. La transmisión se efectúa a través de una caja ZF manual de cinco velocidades a las ruedas traseras.

## Palmarés
Los resultados obtenidos por el 330 P4 en competición, en su corta carrera de un año, comienzan con la victoria obtenida en las 24 Horas de Daytona. También obtuvo la victoria en las 1000 millas de Monza, aunque solo pudo obtener la tercera plaza en las 24 horas de Le Mans. En la clasificación final de la temporada, el P4 quedó el primero, obteniendo el decimosegundo título mundial de marcas para Ferrari.
Tres chasis se construyeron del P4, con los números 0856, 0585 y 0560. Originalmente se carrozaron como cupés, aunque posteriormente se transformaron en spyder para participar en la BOAC 500 en Gran Bretaña. Como a finales de temporada el 330 P4 quedó obsoleto por cambios en el reglamento, dos de las unidades se reconvirtieron para participar en la Can-Am estadounidense. Por tanto solo quedó un Ferrari 330 P4 original, el de chasis 0856, el cual fue valorado en 2009 en 7.250.000 euros.